# Davide Enia
Davide Enia (geboren 2. April 1974 in Palermo) ist ein italienischer Schriftsteller.  

## Leben
Davide Enia studierte nach dem Abitur Literatur und arbeitete für das Theater und schrieb mehrere Stücke. Er trug am 21. Mai 2002 im Giuseppe-Meazza-Stadion sein Einpersonenstück Italia-Brasile 3 a 2 über das Spiel bei der WM 1982 vor. Im Jahr 2003 gewann er den Premio Tondelli, den  Premio Riccione und den Premio Ubu speciale für das Theaterstück Scanna, das 2004 unter seiner Regie bei der Biennale di Venezia di teatro aufgeführt wurde. Im Jahr 2006 wurde er als Nachwuchskünstler mit dem  Premio Vittorio Mezzogiorno und dem Premio Gassman gefördert. 
Im Jahr 2012 erschien der Roman Così in Terra, der in mehrere Sprachen übersetzt wurde und in der französischen Übersetzung 2016 den Prix du premier roman erhielt.  

## Werke (Auswahl)
- Teatro. Mailand : Ubulibri, 2005
- Rembò. Rom : Fandango libri, 2006
- I capitoli dell'infanzia. Rom : Fandango libri, 2009
- Italia Brasile 3 a 2. Palermo : Sellerio, 2010
- Così in terra. Mailand : Dalai, 2012
  - So auf Erden : Roman. Übersetzung Moshe Kahn. Berlin : Berlin-Verlag, 2014 ISBN 978-3-8270-1220-3
- Maggio '43. Palermo : Sellerio, 2013
- Uomini e pecore. Turin : EDT, 2014
- Prima che il buio circondasse ogni cosa. Illustrationen Massimo Kaufmann. Bagheria : Drago Edizioni, 2014
- mit Tony Gentile: La guerra : una storia siciliana. Rom : Postcart, 2015
- Appunti per un naufragio. Palermo : Sellerio, 2017
  - Schiffbruch vor Lampedusa. Übersetzung Susanne van Volxem, Olaf Mathhias Roth. Göttingen : Wallstein, 2019 ISBN 9783835334380